# The Expendables 4
The Expendables 4 (Originaltitel: Expend4bles) ist ein US-amerikanischer Actionfilm von Regisseur Scott Waugh, der am 21. September 2023 in die deutschen und am darauffolgenden Tag in die US-amerikanischen Kinos kam. Es handelt sich um eine Fortsetzung zu The Expendables 3 aus dem Jahr 2014.
Bei Produktionskosten von rund 100 Millionen US-Dollar spielte der Film weltweit lediglich 51 Millionen US-Dollar wieder ein und gilt daher als Flop an den Kinokassen. Zudem wurde der Film von der Kritik zumeist äußerst negativ bewertet.

## Handlung
Eine ruhige Militärbasis in Libyen wird plötzlich von maskierten Kämpfern angegriffen. Diese werden von Suarto angeführt, der zunächst einen Panzer ausschaltet und dann den verschanzten General sucht. Dieser ist nämlich im Besitz von Zündvorrichtungen für eine Atombombe. Nachdem Suarto die Familie des Generals als Geiseln genommen hat, erlangt er die Vorrichtungen.
Barney Ross besucht Lee Christmas, der allerdings gerade Stress mit seiner Freundin Gina hat, die ihn aus der Wohnung wirft. Barney nimmt Christmas in eine Bar mit, in der er bei einer Wette seinen legendären Ring verloren hat. Doch Christmas überwindet die anwesenden Gangster und holt den Ring zurück.
Bald darauf trifft sich die Crew um Barney im Hangar. Zu den genannten Mitgliedern gesellen sich noch Veteranen der vorherigen Abenteuer und die Neuen Easy Day und Lash. Passend dazu kommt der Auftraggeber Marsh hinzu, der dem Team den Auftrag gibt, Suarto zu stoppen, bevor der die Zündvorrichtungen an einer Bombe befestigen kann. Das Team fliegt also nach Libyen, fährt mit Autos aus dem vorbereiteten Flugzeug und nimmt die Verfolgung von Suarto über das Gelände auf. Währenddessen gerät Barney im Flugzeug in Schwierigkeiten. Schließlich entscheidet sich Christmas, die Flugabwehr auszuschalten, statt Suarto zu stoppen. Dennoch wird das Flugzeug von einer Rakete getroffen, was zum Absturz und dem vermeintlichen Tod von Barney führt.
Nach dem Fehlschlagen der Mission muss Christmas das Team verlassen, welches danach den Auftrag erhält, Suarto endgültig zu stoppen. Dieser hat auf einem gekaperten Tankschiff eine gestohlene Atombombe präpariert. Christmas folgt dem Team heimlich und gelangt mit Hilfe von Decha auf das Schiff. Dort werden seine Kameraden gefangen gehalten. Es zeigt sich, dass nicht Suarto, sondern Marsh hinter dem Komplott steckt. Nach einigen Wirren kann Christmas seine Kameraden retten, und es gelingt ihnen, die gegnerischen Soldaten zurückzudrängen. Mittlerweile läuft der Countdown zur Explosion der Bombe und Marsh wirft den Fernzünder ins Meer, woraufhin das Team von Bord geht.
Doch Christmas bleibt zurück, um Marsh zu töten. Nach einem weiteren Feuergefecht stehen sich die beiden gegenüber. Gerade als Marsh Christmas erschießen will, taucht Barney in einem Helikopter auf und tötet Marsh. Christmas klettert in den Helikopter, woraufhin Barney das Schiff versenkt und die beiden beobachten, wie unter Wasser die Atombombe detoniert. Zuletzt stößt das wiedervereinte Team in einer Bar an.

## Produktion
Nachdem The Expendables 3 (2014) die Erwartungen an den Kinokassen nicht erfüllen konnte, war die Zukunft der Filmreihe lange unklar und die Produktion zu einem vierten Teil geriet immer wieder ins Stocken. Gleichwohl wurde bereits im November 2014 angekündigt, dass eine mögliche Fortsetzung wie die beiden ersten Filme ein R-Rating erhalten soll.
Im Dezember 2016 gab Sylvester Stallone bekannt, dass der vierte Film der letzte sein wird und die Veröffentlichung grob für 2018 angesetzt sei. Im März 2017 verließ Stallone jedoch das Projekt aufgrund kreativer Differenzen. Erst im Januar 2018 kündigte Stallone seine Rückkehr an, nachdem ihn andere Schauspielkollegen (darunter Arnold Schwarzenegger) dazu ermuntert hatten.

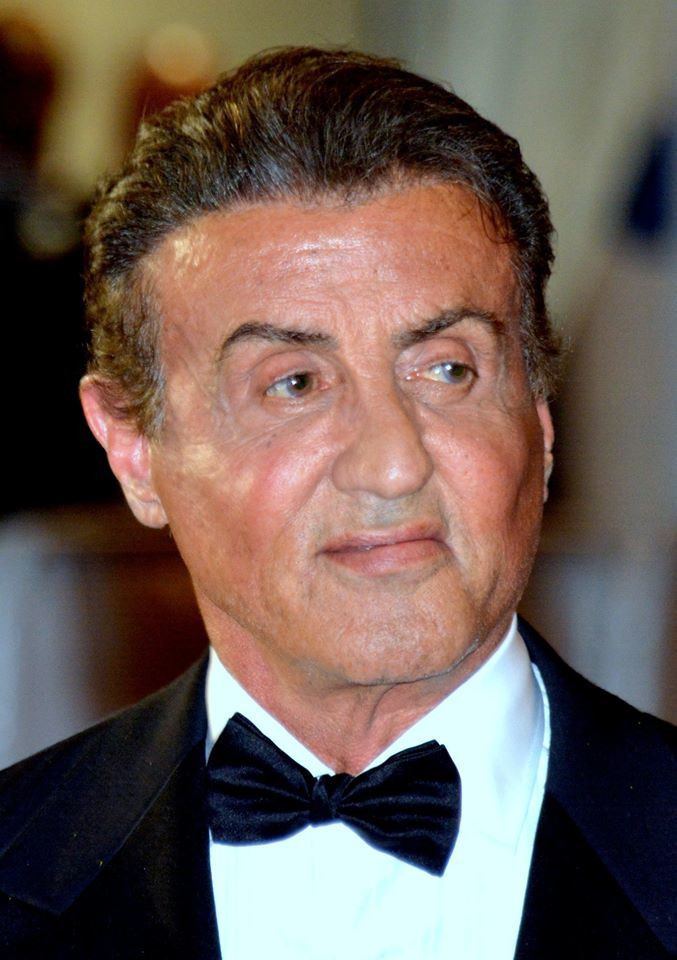
Sylvester Stallone (2019)

Trotzdem dauerte es über zwei Jahre, bis weitere Produktionsdetails bekannt wurden. Im August 2020 kündigte die Produktionsfirma Vértice Cine ihre Beteiligung am Film an, neben Lionsgate und Millennium Films. Zudem sollte Patrick Hughes als Regisseur zurückkehren. Im November 2020 sagte der Präsident von Millennium Media, Jeffrey Greenstein, dass das Studio trotz der zahlreichen Verschiebungen weltweit im Zuge der COVID-19-Pandemie weiterhin an The Expendables 4 arbeite.
Im August 2021 berichtete The Hollywood Reporter, dass Scott Waugh Hughes als Regisseur ersetzen und Jason Statham als Produzent beteiligt sein wird. Währenddessen bestätigte Stallone seine Beteiligung am Projekt und dass die Dreharbeiten im Oktober 2021 beginnen sollen.
Der offizielle Drehbeginn war schließlich am 29. September 2021. Im Oktober 2021 verkündete Stallone, dass seine Szenen abgedreht seien.
Zu diesem Zeitpunkt war die Veröffentlichung des Films für 2022 vorgesehen, bevor diese zunächst auf unbestimmte Zeit und schließlich auf den September 2023 verschoben wurde. In Deutschland startete der Film am 21. September 2023, in den USA einen Tag später am 22. September 2023.
Im April 2023 verkündete Guillaume Roussel, dass er die Filmmusik komponieren wird. Damit ersetzt er Brian Tyler, der die Musik zu den vorhergehenden Filmen beigetragen hatte.

## Synchronisation
Die deutschsprachige Synchronisation entstand bei Cinephon Filmproduktions in Berlin nach einem Dialogbuch von Marius Clarén und unter der Dialogregie von Norman Matt. Da sich Thomas Danneberg in den Ruhestand begeben hatte, übernahm wie schon in anderen Projekten Bernd Egger dessen Part.
| Rolle         | Darsteller           | Synchronsprecher  |
| ------------- | -------------------- | ----------------- |
| Lee Christmas | Jason Statham        | Thomas Nero Wolff |
| Barney Ross   | Sylvester Stallone   | Bernd Egger       |
| Gunnar Jensen | Dolph Lundgren       | Oliver Stritzel   |
| Toll Road     | Randy Couture        | Sascha Rotermund  |
| Gina          | Megan Fox            | Luise Helm        |
| Easy Day      | 50 Cent              | Tobias Kluckert   |
| Marsh         | Andy García          | Stephan Schwartz  |
| Suarto Rahmat | Iko Uwais            | Bastian Sierich   |
| Galan         | Jacob Scipio         | Nicolás Artajo    |
| Decha         | Tony Jaa             | Florian Clyde     |
| Lash          | Levy Tran            | Janin Stenzel     |
| Jumbo Shrimp  | Mike Möller          | Mike Möller       |
| Russo         | Lucy Newman-Williams | Julia Biedermann  |

## Kritik
Der Film wurde von Kritikern zumeist äußerst negativ bewertet. Bemängelt wurde vor allem das Drehbuch, der Erzählplot, die überbordende und schlecht umgesetzte Verwendung computergenerierter Bilder und der übermäßige Einsatz von Aufnahmen vor Greenscreen im Filmstudio. Als positiv wurden hingegen einige Schauspieldarbietungen und Actionsequenzen herausgestellt. Kritiker vermuten, dass das Produktionsbudget in Höhe von kolportierten 100 Millionen US-Dollar vor allem für die Gagen der Starbesetzung ausgegeben wurde und für die eigentliche Filmproduktion nur noch verhältnismäßig geringe finanzielle Produktionsmittel zur Verfügung standen.